# Ryan Brett
Pour les articles homonymes, voir Brett.
Ryan Duane Brett (né le 9 octobre 1991 à Seattle, Washington, États-Unis) est un ancien joueur de deuxième base de la Ligue majeure de baseball.

## Carrière
Ryan Brett est repêché par les Rays de Tampa Bay au 3e tour de sélection en 2010. Il amorce sa carrière professionnelle dans les ligues mineures la même année. En août 2012, il est avec deux autres joueurs de ligues mineures sous contrat chez les Rays suspendu 50 matchs pour usage de méthamphétamine. Brett affirme que la consommation de cette substance était « involontaire » et dément avoir consommé, comme l'insinuaient certains médias, du crystal meth à but récréatif.
Ryan Brett fait ses débuts dans le baseball majeur avec Tampa Bay le 18 avril 2015.